# スケバン

「スケバン」のChatGPTによるAIイメージ画像（2025年）。長いスカートなどを特徴にもつ。

スケバン（助番、スケ番）は、中学校、高等学校において不良行為をする女子生徒のこと。不良少女、ヤンキー、ツッパリの事を指す俗語。1970年代初頭 - 1980年代後半、不良行為少年の態様の一つとして使用された言葉である。日本独自の不良カルチャーで、当時は最先端の若者文化だったという見方もある。

## 概要
スケバンという言葉の由来は幾つかあるが、「スケ（女）」の「番長」（「女番長」）からという説が最も流布されている。
不良少女・不良女子学生を指し、ツッパリ（不良少年）と共に行動したり、女子学生間における番長的な存在（女番長）であった。また、ツッパリ、番長（不良少年のリーダー格）の彼女である場合もあった。女性により構成された暴走族グループはレディースと呼ばれ、スケバンが構成員である場合もあった。愛知県豊橋市を拠点とする「全日本スケバン連合」（「スケ連」）という総勢600人を超える団体もあったといわれる。「スケ連」は仲間の子がイタズラされた仕返しに暴力団事務所に徒党を組んで襲撃したという伝説もある。ブル中野は「当時はドラマの積木くずしが人気で、スケバンはある種の『最先端』でもあったんですよ。『スケバン刑事』もドラマになる前の漫画から欠かさず読んでいました…中学1年の時に女子プロレスのオーディションに受かり、女子プロに入ると自由がなくなるので『卒業までの2年間は思い切り好きなことをやろう』と思ってスケバンになった、以降は埼玉県川口市の中学校を全部シメようという目標を立て、毎日給食が終わると電話帳を見て『今日はこの中学をシメるぞ！』と出かけて行き、ケンカに勝って、その相手を従えることで、勢力を拡大するのが目標になった…私たちのケンカはすべて素手で、武器は使いませんでした…スケバン同士もケンカはするけど、勝負がついたらむしろ仲間意識が強まるんです。お互い真剣勝負で全部さらけ出して戦うからなんでしょうね。あの頃ケンカした子とは今でも友達です…もちろん、生まれ変わってもまたスケバンやります。スケバンは大切な『青春の一ページ』です」等と述べている。
スケバンという言葉の普及は、『スケバン刑事』『ビー・バップ・ハイスクール』『積木くずし』『不良少女とよばれて』といった映像作品や漫画による部分が大きく、1970年代の東映映画「女番長シリーズ」や、実際にスケバンだったと公言している和田アキ子を主役に据えた日活映画『野良猫ロック』シリーズ、1980年代には漫画の『スケバン刑事』及び、それを実写化したテレビドラマシリーズが人気を博した。この実写版『スケバン刑事』によって"スケバン"は言葉として一般に定着したともいわれる。『スケバン刑事』の成功は、TVドラマ界全体を巻き込んだ空前のスケ番ブームを生み、以後様々な作品が放送されていったと評価される。

## 造語
"スケバン"という言葉を映像作品で用いたのは、東映の『女番長』シリーズ第1作『女番長（）ブルース 牝蜂の逆襲』（1971年10月27日公開）で、"すけばん"と平仮名表記で用いられたのが最初の使用例。封切り時の映画ポスターに「女番長」の下に"すけばん"とルビが振られている。同作は岡田茂プロデューサー（のち、同社社長）の肝煎り企画で、コンセプトはそれまでに岡田が推進した東映任侠映画と東映ポルノをミックスして、表面だけ最先端のカルチャーをまとわせた映画だったが、監督・鈴木則文が当時の取材中に耳にした"すけばん"という言葉の鮮度は捨てがたいと"女番長"と書いて"すけばん"と読ませることを発案し、岡田が付けたタイトル『牝蜂の逆襲』に「女番長（）ブルース」という言葉をくっつけて、ここで初めて"すけばん"という言葉が映像作品で使用された。"すけばん"という言葉はそれまでまだ一般的には知られていなかったという。ところが、映画界を引退していた『女番長ブルース 牝蜂の逆襲』の助監督で脚本も担当した皆川隆之が2016年『日本不良映画年代記』（洋泉社)でのインタビューで、新宿にツナギを着てオートバイに乗る集団がいると聞いて取材し、脚本を書き上げた。しかしタイトルが決まらないので、東京で『不良番長』をやっていたので『女番長』にして、そのまま読んでも語呂が悪いと、いろいろ考えて『スケコマシ』の『スケ』を使って『スケバン』にした鈴木（則文)さんもよく知らないから、このあたりは。ぼくの造語なんですと話し、『スケバン』という言葉を作ったのは自分と述べている。
"すけばん"が片仮名表記の"スケバン"に変更されたのは、同シリーズ三作目の『女番長（）ゲリラ』（1972年8月公開）だった。日活の『野良猫ロック』シリーズなど、他社の『女番長』シリーズの方が、東映の『女番長』シリーズより早く始まったが、第一作の『女番長 野良猫ロック』（1970年5月2日公開）は、"女番長"と書いて"スケバン"と読まず、"おんなばんちょう"と読んだ。第二作以降は『野良猫ロック＋サブタイトル』で統一し、スケバンと読むことはなかった。他社の『女番長』シリーズも同様に"おんなばんちょう"と読んでいた。

## 波及
"スケバン"という言葉は一気に波及した。1972年7月に前原大輔が現実の女番長グループに取材しその生態をルポ。双葉社から『スケバン』というタイトルの書籍を刊行し、40万部を売るベストセラーとなり、東映の女番長映画人気を加速させた。この前原の著書によってスケバンは制服の女子高校生へと意味合いを変えた。前原は「東映の映画に出してあげる」と未成年に手を出し、書類送検され、別の少女にも告発され表舞台から姿を消した。大映は1971年に倒産し、日活も同年ロマンポルノに転向したため、女番長映画は東映でのみ製作が継続されていた。1973年1月、日活ロマンポルノが初のスケバン映画『ドキュメントポルノ スケバン』を製作し新聞にも大きな広告を出した。これは劇映画に徹した東映の女番長映画と違い、題名通り田中小実昌をレポーターに仕立て、実在するスケバングループを隠しカメラで撮影したという触れ込みで、実録風の作品であった。本作は日活の製作ではなく、プリマ企画という外部製作による低予算映画で、製作企画の渡辺忠は後に代々木忠と改名した。『ドキュメントポルノ スケバン』はヒットし、次々続編が製作された。日活はこの外注作品のヒットに注目し、自社製作でも女番長映画を復活させ、1973年3月に片桐夕子主演で『女高生 SEX暴力』というスケバングループの抗争を描いた作品を製作し、これには"スケバン"というタイトルは付けなかったが、同年5月の『スケバン女高生 肉体暴力』で"スケバン"というタイトルを付けた。本作には東映のスケバン映画でデビューした丘奈保美と潤ますみが日活に移籍し準主役を務めた。日活はロマンポルノ裁判の初公判が1973年6月に迫り、映倫のSEX描写の大幅な規制強化を受け、軌道修正を余儀なくされ、スケバン映画のような娯楽性の高い企画に活路を求めた。
1973年3・4合併号から、『週刊少年マガジン』誌上で連載が始まった梶原一騎原作による『愛と誠』は、ポルノの時代に不釣り合いな純愛物語であったが、映画やテレビドラマにもなるなど爆発的な人気を得た。劇画版『愛と誠』は、1974年から急展開し、主人公・太賀誠が悪の花園と呼ばれる底辺高校・花園実業に転校し、誠を追って早乙女愛が同じ高校へ転校するが、この花園実業での暴力描写が『恐怖女子高校 女暴力教室』などの東映の「恐怖女子高校シリーズ」によく似ており、絶大な人気を博した"影の大番長"高原由紀のキャラクター造形にも東映のスケバン映画の影響がうかがえる。高原由紀のキャラクターは東映のスケバン映画が持ち得なかった高尚な知性と美意識で貴族的な存在感を持ち、それまで接点のなかった少女漫画の世界にも受け入れられた。東映のスケバンたちは、荒くれ者が多いため、アイドル的スケバン像は、この高原由紀から生まれたと考えられる。
1972年2月に日本でも公開されたクリント・イーストウッド主演・ドン・シーゲル監督による『ダーティハリー』は、"アウトロー刑事"というキャラクターを生み、後続の刑事物に大きな影響を与えたが、これをヒントに日活の長谷部安春が、スケバンとアウトロー刑事を結び付けた"すけばん刑事"を考案、梢ひとみ主演による『すけばん刑事 ダーティ・マリー』を1974年4月に公開した。映画の不出来と当時急激に沸き上がったカンフー映画ブームの渦に埋もれたが、この作品と先の高原由紀像から創作されたと考えられるのが、1975年12月から少女漫画『花とゆめ』で連載された和田慎二の漫画作品『スケバン刑事』である。これが1980年代のアイドル現象や、美少女ブームと結びつき、スケバン映画の本家・東映が1985年から斉藤由貴を主演として『スケバン刑事』の「テレビドラマ」を製作すると、南野陽子や浅香唯による続編も大きな人気を呼んだ。"スケバン"を育てた東映が劇画作品などを経て、再び東映でスケバンを転生させたといえる。

## Jungle classroom
アメリカの週刊誌「ニューズウィーク」1975年4月21日号に「Jungle classroom」というタイトルの記事が掲載され、日本のマスコミに衝撃を与えた。内容は、日本の高校がいかに荒廃しているかを伝えたもので、1974年に於ける青少年の補導数が増加傾向にあるという真面目なレポートもあるが、目を惹いたのが"スケバンルック"を説明したイラスト。イラストは警視庁少年一課の手で作成された「服装などから見た不良化のきざし」という手引のためのもので、これが「ニューズウィーク」の目に留まった。線画で書かれた女子高生のイラストに、髪は長く前、横と段々に短く、眉毛は剃り細く書く、ツメをとがらせてマニキュア、ロングスカートの上が腰のあたりで長くはいっている、かばんはチョンバッグ、靴はヒールの全くない平たいものなどの説明がある。これを記事にした「週刊読売」1975年5月10日号には「スケバンも市民権を得た」と書かれている。日本の受験戦争が国際的に有名になり、1970年半ばに暴走族の存在もクローズアップされ、青少年犯罪の増加や凶悪化が社会問題化した。東映のスケバン映画は、成人映画が多かったから、青少年に内容が届くとは考えにくいため、現実の女子高生に影響を与えたのは劇画を介したものと考えられ、「不良番長」や「女番長」の世界観はストリートファッションや劇画を介して現実世界を侵食し、東映的解釈とは全く違った世界を作り出していった。

## スケバンのファッション
スケバンのファッションは、女子制服（セーラー服）であるが、上着の丈は短く、ロングスカートが特徴であり、ぺちゃんこに潰した学生鞄を携帯していた。中に鉄板を入れて武器として使うスケバンもいた。またマスク、皮グローブなども見受けられる。一般の女子学生にはミニスカートの流行があるが、スケバンファッションはそのアンチテーゼでもあった。1990 - 2000年代には廃れ、コギャルと呼ばれるファッション、ミニスカート、ルーズソックスなどの流行により殆ど絶滅した。2000年代中盤以降はそれらのコギャル系ファッションも衰退するが、その頃には青少年の価値観そのものが以前とは変化していたこともあり、スケバンファッションが復活することは二度となかった。

### 60年代
セーラー服の極端にロングスカートが全盛期。マスクを着用しタバコ（私刑・武器としての位置づけも兼ねる）も携帯することが多い。

### 70年代
タイを外したり丈を短くしたセーラー服に長靴で、先端を研磨により尖らせた傘を携行することも。髪を染めたり、パーマをかけるなど、個々に多様化・個性化を志向する動きも見られる。

### 80年代
バイク雑誌のレディース特集などの影響もあり、ネオンカラーか紫の、特攻服が増える。

## スケバンを題材に用いた作品

### 映像作品
- 日活映画『女番長（） 仁義破り』 - 監督：江崎実生。出演：長谷川照子。1969年2月22日公開[36]。
- 大映映画「高校生番長」シリーズ[37] - 監督：帯盛迪彦ら。出演：南美川洋子ほか。第1作は1970年5月1日公開の『高校生番長』。
- 日活映画「野良猫ロック」シリーズ - 監督：長谷部安春。出演：和田アキ子、梶芽衣子ほか[5]。第1作は1970年5月2日公開の『女番長（） 野良猫ロック』。
- 東映映画『三匹の牝蜂』 - 監督：鳥居元宏。出演：大原麗子、夏純子ほか。1970年6月公開。東映のスケバン映画第一作[38]。
- 東映映画「ずべ公番長」シリーズ - 監督：山口和彦。出演：大信田礼子ほか[5]。第1作は1970年9月22日公開の『ずべ公番長 夢は夜ひらく』[38]。
- 東映映画「女番長（）」シリーズ - 監督：鈴木則文。出演：池玲子、杉本美樹ほか[5]。第1作は1971年10月公開の『女番長（）ブルース 牝蜂の逆襲』[5]。
- 日活映画「女子学園」シリーズ - 監督：江崎実生。出演：夏純子ほか。第1作は1970年11月12日公開の『女子学園 悪い遊び』[38]。
- 大映映画『すっぽん女番長』 - 1971年1月27日公開。先行の「高校生番長」シリーズが、学園物という側面も持っていたのに対し、本作は、もっぱら街に飛び出した女番長の生態を描く。
- 東宝映画『混血児リカ』 - 監督：中平康。出演：青木リカほか。1972年11月公開。
- 日活ロマンポルノ『ドキュメントポルノ スケバン』 - 出演：田中小実昌ほか。1973年1月公開。

### 文学作品・漫画
- 書籍『スケバン』（双葉社） - 1972年7月刊行。前原大輔著。現実の女番長グループに取材したルポ。
- 漫画『愛と誠』 - 梶原一騎原作・ながやす巧画。『週刊少年マガジン』の連載は1973年からだが、スケバン高原由紀が登場するのは1974年の第二部から。同作は1974年7月に松竹映画で映画化（監督：山根成之。出演：西城秀樹、早乙女愛ほか）。以降二作品が製作され、1974年10月に東京12チャンネルでテレビドラマ化（出演：池上季実子、夏夕介ほか）、2012年6月に角川・東映配給で映画化された（監督：三池崇史。出演：妻夫木聡、武井咲ほか）。
- 漫画『おいら女蛮（）』 - 永井豪原作。『週刊少年サンデー』連載開始は1974年8月。女装のスケバンが主人公。2006年に映画化。
- 漫画『男坂」 - 車田正美原作。『週刊少年ジャンプ』にて、1984年の第32号から連載。また車田の連載デビュー作は「スケ番あらし（1974年 - 1975年）」であり、スケバン刑事より先にスケ番を主人公としている。
- 漫画『スケバン刑事』 - 1985年から1987年にかけてシリーズ3作品が実写ドラマ化[10]。1991年にアニメ化。1987年から2006年にかけて3回映画化。
- 漫画『艶姿純情BOY』 - 藤沢とおるの最初の連載。女装女子高生の「お嬢様」が実はスケバンたち不良の総長。『湘南純愛組!』『GTO』でヒット前の作品。
- 漫画『ロンタイBABY』 - 高口里純による1974年の宇都宮を舞台にした少女誌連載作品（講談社の雑誌『mimi』に1988年より）。「ロンタイ」とは、ロングでタイトなスカート。
- 漫画『とらんきらいざあ』 -
- 漫画「特攻サヤカ」シリーズ - 和央明が描き、『ちゃお』に連載されていた。『特攻サヤカ☆夜露死苦』（『ちゃお』2007年5月号 - ）から始まるシリーズ
- 漫画『くろアゲハ』 - 加瀬あつし原作。『月刊少年マガジン』（講談社）2013年12月超特大号の読み切りを経て連載開始。主人公が女装してレディース暴走族のヘッドを務めている。
- 漫画『血まみれスケバン・チェーンソー』 - 『コミックビーム』（エンターブレイン）にて、2009年11月号から2017年4月号まで連載。スケバンだがスカートが極端に短い。2016年に実写映画化。
- アニメ『キルラキル』 - 漫画化もされている。

## スケバンをモチーフとしたキャラクター
- スケにゃん。 - スケバンのネコ（クーリア）。
- ミケ子 - なめ猫のスケバンキャラ。三毛柄の雌猫[39]。
- スケバン恐子 - 桜塚やっくんの持ちネタ。
- ぼくらシリーズ - 堀場久美子
- 埼玉紅さそり隊 - クレヨンしんちゃんのキャラクター。

## その他のスケバンを由来とするもの
- Sukeban Games - ベネズエラを拠点とするゲーム開発会社、代表作に「VA-11 Hall-A」など。